# Фушльзе
Фу́шльзе (нем. Fuschlsee) — озеро расположенное в земле Зальцбург, в Альпах. На берегу озера расположен посёлок Фушль-ам-Зе. Озеро отличается очень хорошим экологическим состоянием и очень чистой водой. Озеро принадлежит к бассейну Дуная. Площадь поверхности — 2,7 км². Максимальная глубина — 67,3 м. Высота над уровнем моря — 664 м.
Мягкий климат и развитая инфраструктура привлекают туристов. Также оборудованы зоны для купания — городские пляжи «Фушль» и «Столингерхоф». В течение года проходят культурные мероприятия и фестивали. На берегу Фушльзе находится спортивный комплекс.
Воды были признаны наиболее прозрачными и чистыми среди вод всего озерного края земли Зальцбург и области Зальцкаммергут. После введения запрета на использование моторных лодок вода достигла качества питьевой. В озере обитают 15 видов рыбы (озёрная форель, голец, сиг, судак, угорь, карп, щука и другие), сезон рыбалки длится с 1 апреля по 30 ноября.